# Computer a programma cablato
Il computer a programma cablato è una tipologia di computer la quale si contraddistingue per funzionare in base ad un programma rappresentato da una particolare struttura hardware del processore. In quanto tale, il computer a programma cablato si contrappone al computer a programma memorizzato.
Storicamente il computer nacque con programma cablato. Nelle implementazioni elementari (le prime ad essere realizzate), questa soluzione risulta più immediata e semplice del programma memorizzato. 
Quest'ultima però è in grado di offrire maggiori versatilità e velocità di programmazione, che ha motivato il passaggio storico al programma memorizzato.

## Etimologia
L'espressione "computer a programma cablato" nasce in contrapposizione all'espressione "computer a programma memorizzato" e per descrivere l'ENIAC (uno dei primissimi computer elettronici digitali della storia) il quale è programmabile modificandone il cablaggio elettrico (il cablaggio elettrico dell'ENIAC è predisposto per essere modificato). La parola "cablato" nell'espressione "computer a programma cablato" si riferisce infatti al modo in cui il programma viene impostato nell'ENIAC. In seguito l'espressione "computer a programma cablato" viene estesa a qualsiasi computer funzionante in base ad un programma rappresentato da una particolare struttura hardware del processore. Quindi anche ad un computer meccanico (forma di computer storica, tecnologicamente superata prima dal computer elettromeccanico e poi dal computer elettronico) il quale non presenta alcun cablaggio elettrico del processore se non quello, eventuale, destinato ad alimentare il o i motori elettrici che fanno muovere il processore.

## Descrizione
Un computer a programma cablato può essere sia un computer programmabile che un computer non programmabile. In caso di computer programmabile, la struttura hardware del processore è predisposta per essere modificata. In caso di computer non programmabile, la struttura hardware del processore non è predisposta per essere modificata.
Il computer programmabile implementato come computer a programma cablato è un computer estremamente lento da programmare in quanto la modifica della struttura del processore, anche se predisposta, rimane un'operazione lenta. Quindi oggi normalmente il computer programmabile è implementato come computer a programma memorizzato. Il computer a programma cablato rimane comunque una soluzione perfettamente accettabile per computer non programmabili. Infatti è una soluzione tutt'oggi utilizzata nei computer non programmabili.

## Storia

### Computer a programma cablato e computer elettronico digitale
I primi cinque computer elettronici digitali della storia sono computer a programma cablato: l'Atanasoff-Berry Computer, il Colossus Mark I, il Colossus Mark II, l'ENIAC e l'IBM 603 Electronic Multiplier. Il sesto computer elettronico digitale della storia, lo Small-Scale Experimental Machine, è invece il primo computer elettronico a programma memorizzato della storia.